# Tap - Sulle strade di Broadway
Tap - Sulle strade di Broadway è un film del 1989, diretto da Nick Castle.